# Renzo Francescotti
Renzo Francescotti (Cles, 22 settembre 1938 – Trento, 9 gennaio 2025) è stato un poeta e scrittore italiano.

## Biografia
Suo padre, originario della Val Giudicarie, era controllore zootecnico nelle valli di Non e di Sole; sua madre, maestra in un paese non lontano da Cles era di Pedersano, paese nei pressi di Rovereto. A 17 anni perse il padre, per il quale scrisse poesie incluse nella sua prima raccolta di versi Niente e qualcosa è la vita, che raccoglie poesie scritte tra i 16 e i 23 anni. 
Nel febbraio del 1968, con un gruppo di studenti dell'Istituto “Tambosi” di Trento, fondò il Gruppo Interpretativo Giovanile che si intitolerà a Pablo Neruda nel 1972, all'indomani della morte del grande poeta sudamericano del quale il Gruppo aveva recitati versi sin dal 1969. Il Gruppo “Neruda” ha al suo attivo circa 700 letture, recital e soprattutto spettacoli di poesia, musica, canto, pittura messi in scena in Trentino Alto Adige, Veneto, Lombardia, Emilia Romagna, Piemonte e all'estero, in Ungheria, Germania e Francia. I testi degli spettacoli, in italiano ma più spesso in dialetto, sono di Renzo Francescotti, tratti dalle sue raccolte di poesia e dai suoi poemetti.
Nei suoi oltre 50 libri utilizzò vari registri linguistici. La sua produzione ha percorso vari generi letterari: la poesia in dialetto e in lingua nazionale, la narrativa, i saggi storici, letterari e artistici, il teatro, il giornalismo.
Del 1968 è il suo primo libro di versi in dialetto, El ritorno, primo di tre poemetti il dialetto trentino sul tema dell'emigrazione, che saranno ripubblicati in unico volume, Emigranti (1988).
A 26 anni, nel 1966, Francescotti pubblicò a Torino Il Battaglione Gherlenda - romanzo storico sulla resistenza trentina che è stato preceduto l'anno prima dal saggio La Resistenza nel Tesino - primo suo romanzo e primo di una serie di sei romanzi ambientati tra le due Guerre mondiali. Sono opere che dal Trentino si allargano in altre regioni e all'estero, in cui i temi sociali e storici, anticipati in saggi storici precedenti, sono raccontati in un personale tono epico-lirico.
Hanno scritto su questo autore prefazioni e recensioni critici e autori famosi come Giorgio Bàrberi Squarotti, Tullio De Mauro, Cesare Vivaldi, Giacinto Spagnoletti, Raffaele De Grada, Paolo Ruffilli, Isabella Bossi Fedrigotti, Franco Loi.
Nel 1981 Tavo Burat lo definì “uno dei maggiori ‘dialettali’ contemporanei”, mentre nel 1987 Tullio De Mauro lo citò assieme a suoi versi nel suo saggio L'Italia delle Italie.
Il suo poemetto Celtica (1997) è stato tradotto e pubblicato l'anno seguente in Romania. Il suo capolavoro in dialetto è considerato Lóvi solagni-Lupi solitari, un poema di 350 pagine che unifica cinque poemetti, introdotto da un saggio del poeta e saggista piemontese Tavo Burat che così conclude: “Con questo poema Lovi solagni-Lupi solitari - portato avanti caparbiamente per l'arco di dodici anni, Renzo Francescotti ha dato al Trentino la più esemplare opera della sua letteratura dialettale, oltre che un poema che ha ben pochi esempi analoghi in campo nazionale".
Alcune sue opere sono state tradotte in inglese e pubblicate nel volume Dialect poetry of Central and Northern Italy. A Trilingual Anthology realizzato dal dipartimento di lingue e letterature moderne dell'Università della Città di New York.

## Opere principali

### Poesia
- Niente e qualcosa è la vita, Milano, Cavalluccio, 1962.
- Soltanto all'anima mia, Padova, Rebellato, 1964.
- Il grido imbavagliato, Roma, Dell'Arco, 1972.
- Morte di Manitou, (Premio naz. “Bolzano”), prefaz. di Giulio Maria Marchesoni, Bolzano, Edinord, Bolzano, 1978.
- L'usignolo del Don, disegni di Remo Wolf, Trento, U.C.T., 1984.
- Canto del fiume verde, prefaz. di Ermellino Mazzoleni, disegni di Gianmaria Bertoldi, Trento, U.C.T., 1989.
- Saguaro - diario lirico di Padre Chini, prefaz. di p. Livio Passalacqua, xilografie di Remo Wolf, Trento, U.C.T. , 1992.
- Sahuaro, Diario lìrico del Padre Kino, Edizione bilingue - traduz.in spagnolo di Maria Teresa Alessi, prefaz. di p. Livio Passalacqua e di Carlos Moncada Ochoa, Istituto Sonorense de Cultura, Hermosillo, Sonora, (Messico) 1994.
- Sahuaro - A lyrical Diary of father Kino, traduz. in inglese di Alberto Sighele, prefaz. di p. Livio Passalacqua, New York, Legas, 2003.

### Poesia in dialetto
- El ritorno, Roma, Dell'Arco,  1968.
- L'ultimo viazo, prefaz. di Mario Bebber, Roma, Dell'Arco, 1971.
- La Guèra dei Carnéri, (Premio “Perale”), prefaz. di Enzo Demattè, litografie di Othmar Winkler, Bologna, Nuovi Sentieri, 1976.
- Cantada disperada, (Premio “Aque Slosse), prefaz. di Cesare Vivaldi, disegni di Pierluigi Negriolli, Trento, U.C.T., 1995.
- Celtica, prefaz. di Giacinto Spagnoletti, disegni di Pietro Verdini, Foggia, Bastogi, 1997; Celtica, traduz, in rumeno di Teodor Capota, Cluji-Napoca (Romania), 1998.
- Zità en tra i crozzi, prefaz. di Umberto Zanetti, disegni di Carlo Girardi, Trento, U.C.T., 2001.
- Iris, prefaz. di Paolo Ruffilli, disegni di Annamaria Rossi Zen, Spinea (Venezia), Edizioni del Leone, 2004.
- Lovi solagni-Lupi solitari, prefaz, di Tavo Burat, Trento, Curcu & Genovese, 2007.

### Narrativa
- Il battaglione Gherlenda (romanzo), disegni di Mario Cavazza, Torino, Paravia, 1966 e, coi disegni di Pierluigi Negriolli, Rovereto, Stella, 2003.
- La luna annega nel Volga (romanzo), Premio “Papaleoni”, Trento, Temi, 1987.
- Lo spazzacamino e il Duce, (romanzo), prefaz. di Isabella Bossi Fedrigotti, Firenze, LoGisma, 2006.

### Saggistica storica
- Antifascismo e Resistenza nel Trentino 1920-1945, Roma, Editori Riuniti, 1975.
- Sotto il sole di Spagna - Antifascisti trentini nelle Brigate Internazionali, prefaz. di Vittorio Vidali Trento, Ediz. Innocenti, 1977.
- Le famiglie e i mestieri -  28 storie di famiglie col mestiere nel sangue, prefaz. di Elio Fox, Trento, U.C.T., 1986.
- Storie di sobborghi, prefaz. di Paolo Pagliaro, Trento, U.C.T., 1993.
- Mario Bebber bardo di Dio, prefaz. di Brunetto Salvarani, Trento, Il Margine, 2009.
- Il dialetto in/forma- Una cavalcata storico-linguistica dentro il dialetto trentino, prefaz. di Pierangelo Giovanetti, disegni di Michela Rigotti, Trento, Curcu & Genovese, 2011.